# Xã Covington, Michigan
Xã Covington (tiếng Anh: Covington Township) là một xã thuộc quận Baraga, tiểu bang Michigan, Hoa Kỳ. Năm 2010, dân số của xã này là 476 người.